# 多棘烏魴
多棘烏魴（学名：Pterycombus petersii），又名彼氏高鰭魴、深海三角仔、黑飛刀、黑皮刀，为烏魴科高鰭魴屬下的一个种。